# Кира Мелита Карађорђевић
Кира Мелита Карађорђевић (Кобург, 18. јул 1930 — 24. септембар 2005) је била принцеза од Лајнингена и друга супруга краљевића Андреја Карађорђевића.

## Биографија

### Порекло и младост
Рођена је 18. јула 1930. године у Кобургу, као треће дете принца Карла од Лајнингена и велике кнегиње Марије Кириловне. Њен деда по мајци је био велики кнез Кирил Владимирович, унук императора сверуског Александра II Николајевича. Након убиства његовог брата од стрица императора Николаја II Александровича и чланова његове породице, велики кнез Кирил Владимирович је чекао било какву вест јесу ли живи, те се најпре прогласио за чувара трона, а пошто је 1924. године постао сигуран да више нису у животу, прогласио се и за императора сверуског Кирила I и старешину Руског императорског дома.
Одрасла је у баварском граду Аморбах. Током Другог светском рата, њени отац и два брата су мобилисани у Вермахт. Отац принц Карл од Лајнингена је заробљен и преминуо је у совјетском ратном заробљеништву. Потом је прешла у Лондон, где је постала медицинска сестра на психијатрији и радила је са особама са сметњама у развоју.

### Брак и породица
Принцеза Кира Мелита се 18. септембра 1963. године удала за краљевића Андреја Карађорђевића, најмлађег сина краља Александра I. Имали су троје деце:
- Лавинију Марију (1961)
- Карла Владимира (11. март 1964)
- Димитрија (1965).

Брзо након венчања, прелазе у Португал. Међутим, развели су се 1972. године, после чега је краљевић Андреј отишао у САД и тамо се венчао са Мици Лоу. Деца су остала код принцезе Кире Мелите, која је услед финансијских проблема морала да се врати у Велику Британију.
Пред крај живота, доживела је мождани удар. Током 2005. године, откривен јој је тумор. Лекари су породици саопштили да ће живети мање од 72 сата, а она је преминула након 43 сата, 24. септембра 2005. године. Њени посмртни остаци су кремирани и положени у гробницу њене мајке у Аморбаху.